# Dioscorea melastomatifolia
Dioscorea melastomatifolia är en enhjärtbladig växtart som beskrevs av Edwin Burton Uline och David Prain. Dioscorea melastomatifolia ingår i släktet Dioscorea och familjen Dioscoreaceae. Inga underarter finns listade i Catalogue of Life.